# Събитиен мениджмънт
Събитиен мениджмънт (на английски: Event management) е приложението на професионални практики от областта на управлението на проекти към организирането и провеждането на конференции, празненства, фестивали и други публични събирания. Възприема се като един от стратегическите маркетингови и комуникационни инструменти, приложим към организации за всякакъв размер.
Упражняването на професията събитиен мениджър предполага комплекс от умения и познания, които се проявяват в зависимост от вида и мащаба на организираното събитие. Организираното събитие се отличава от едно спонтанно събитие по своето по-високо ниво на ефективност и резултатност, което е и целта на събитийния мениджмънт.
Сред обичайните видове събития, които се организират, са забави, корпоративни събития, изложения, панаири, граждански прояви, фестивали, правителствени събития и срещи на високо ниво и други.